# Ronnie Landfield

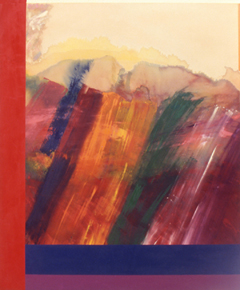
Garden of Delight, 1971.

Ronnie Landfield, né le 9 janvier 1947 dans le Bronx (New York), est un peintre abstrait américain. 
Au début de sa carrière, du milieu des années 1960 aux années 1970, ses peintures étaient associées à l'abstraction lyrique, liée au post minimalisme, au Color Field painting et à l'expressionnisme abstrait. 

## Biographie
Landfield, surtout connu pour ses peintures de paysages abstraits, a organisé plus de soixante-dix expositions individuelles et plus de deux cents expositions de groupe. En 2011, il a été décrit par la LewAllen Gallerie comme « à l'avant-garde de l'art contemporain... l'un des meilleurs peintres d'Amérique ». 
Il était représenté par la galerie David Whitney et la galerie André Emmerich. 

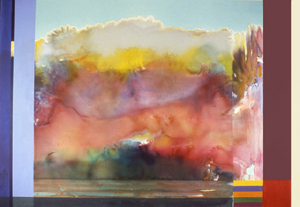
Rite of Spring, 1985, (exposé: The Brunnier Museum, Ames Iowa, 1988).

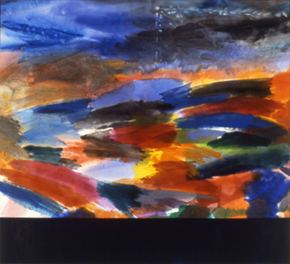
The Deluge, 1999, (exposé: Salander / O'Reilly Galleries NYC, 2000).

### Dans les collections
- Metropolitan Museum of Art[2]
- Museum of Modern Art à New York [3]
- Whitney Museum of American Art[4]
- Le Brooklyn Museum[5]
- National Gallery of Art[6]
- Le musée Hirshhorn et le jardin de sculptures[7]
- Le musée Norton Simon[8]
- Institut d'art de Chicago[9]
- Le centre d'art de Walker[10]
- Le musée d'art de Seattle[11]
- Le musée d'art Nelson-Atkins[12]
- Le High Museum of Art[13]
- Institut des arts Munson-Williams-Proctor
- Centre d'art Des Moines[14]
- Le musée d'art contemporain de Chicago
- La galerie d'art du mémorial de Sheldon[15]
- Le Butler Institute of American Art
- L'Université de New York
- Hunter College
- Galerie d'art de l'Ontario
- Le Allen Memorial Art Museum
- Le musée d'art du Delaware
- Le musée d'art Herbert F. Johnson
- Le Centre des arts visuels Iris & B. Gerald Cantor de l'Université de Stanford[16]
- Le musée d'art de Boca Raton
- La Réserve Fédérale
- Galerie d'art de l'université de Yale
- Les Bayerische Staatsgemaldesammlungen, Munich, Allemagne[17]
- Casa Cavazzini (it), Musée d'Art Moderne et Contemporain, Udine, Italie
- Le musée d'art du Mississippi
- Le Boise Art Museum Boise, Idaho
- Le Frost Art Museum
- Musée d'art du comté de Los Angeles[18]
- Musée d'art du collège Smith[19]
- Le musée d'art moderne de San Francisco
- Le musée d'art de la Nouvelle-Orléans[20]
- Musée d'art de l'Université du Michigan
- Silverstein Properties, New York, NY
- Le musée de l'université, Southern Illinois University
- Le musée d'art d'Indianapolis[21]
- Le musée d'art de Cedar Rapids
- Le musée d'art de Portland (en), Maine[22]
- Le musée d'art de Portland, Oregon[23]
- Le musée d'art de Philadelphie
- Le musée d'art Frederick R. Weisman
- Le musée d'art de Memphis Brooks
- Musée d'art de l'Université du Nouveau-Mexique
- Musée d'art du comté de Greenville
- Le Spencer Museum of Art
- Le musée d'art Kemper
- École d'art du design de Rhode Island, musée d'art[24]
- Le musée d'art du sud du Texas, Corpus Christi
- Le musée d'art de Ringling[25]
- Le musée Robert Hull Fleming
- Le musée d'art d'Akron[26]
- Le Palm Springs Art Museum
- Detroit Institute of Arts (Détroit, Michigan)[27]
- Le Musée d'Art du Bowdoin College, Brunswick, Maine, parmi de nombreux autres.

### Prix
- Médaille d'or pour la peinture au San Francisco Art Institute, 1965,
- William et Noma Copley Grant (Fondation Cassandra) 1969,
- Subvention du Fonds national pour les arts Clayworks NYC 1983,
- Subvention de fondation Pollock-Krasner 1995,
- Subvention Fondation Pollock-Krasner 2001, 2013 (Subvention d'urgence)
- Bourse de recherche en artistes 2001, 2002, 2003, 2007 et 2012.
- Subvention d'urgence de la Fondation Adolph et Esther Gottlieb, 2012
- Subvention d'urgence de la Fondation Joan Mitchell, 2012
- Subvention d'urgence de la Fondation des arts de New York, 2012